# Xalet a la rambla de la Costa Daurada, 11-13 (Calafell)
Xalet a la rambla de la Costa Daurada, 11-13 és una obra de Calafell (Baix Penedès) protegida com a Bé Cultural d'Interès Local.

## Descripció
Es tracta d'un edifici de planta irregular a base de formes paral·lelepipèdiques, de planta baixa, envoltat per un jardí. L'edifici és tancat per murs opacs respecte del carrer. A la planta es diferencia clarament la zona de dia respecte de la de nit.
L'estructura de l'edifici és mixta de murs de càrrega, pilars i forjats de formigó. La coberta és plana en tot l'edifici. Tots els murs de les façanes són d'obra vista.